# Campiglia Cervo
Campiglia Cervo – miejscowość i gmina we Włoszech, w regionie Piemont, w prowincji Biella.
Według danych na styczeń 2009 gminę zamieszkiwały 163 osoby przy gęstości zaludnienia 13,9 os./1 km².